# U-Bahnhof Basler Straße
Der U-Bahnhof Basler Straße ist ein Bahnhof der Münchner U-Bahn. Er wurde am 1. Juni 1991 eröffnet.
Der Bahnhof liegt in der Siedlung Fürstenried Ost unter der Züricher Straße an der Einmündung der Berner Straße, nach der Schweizer Stadt Basel benannt ist. Die Hintergleiswände bestehen aus Bohrpfählen, die rau und grau belassen wurden. Außerdem lugt ein Teufel aus der Wand, durch den der Architekt und Karikaturist Ernst Hürlimann auf die Figuren der Basler Fasnacht anspielt. Die Decke besteht aus Blechpaneelen, die zu einem eckigen Baldachin geformt sind. Der mit Isarkiesel-Motiv ausgelegte Bahnsteig wird von zwei Lichtbändern beleuchtet. Des Weiteren dringt durch den verspiegelten Aufzugschacht viel Tageslicht in den Bahnhof. Der Antrieb für den Aufzug wurde wegen Platzmangels in einer ovalen Litfaßsäule auf dem Bahnsteig untergebracht. Über den Lift ist die Basler Straße zu erreichen. Am westlichen Ende gelangt man mittels Treppe über ein kleines Sperrengeschoss und am Ostende direkt mittels Rolltreppe an die Oberfläche.

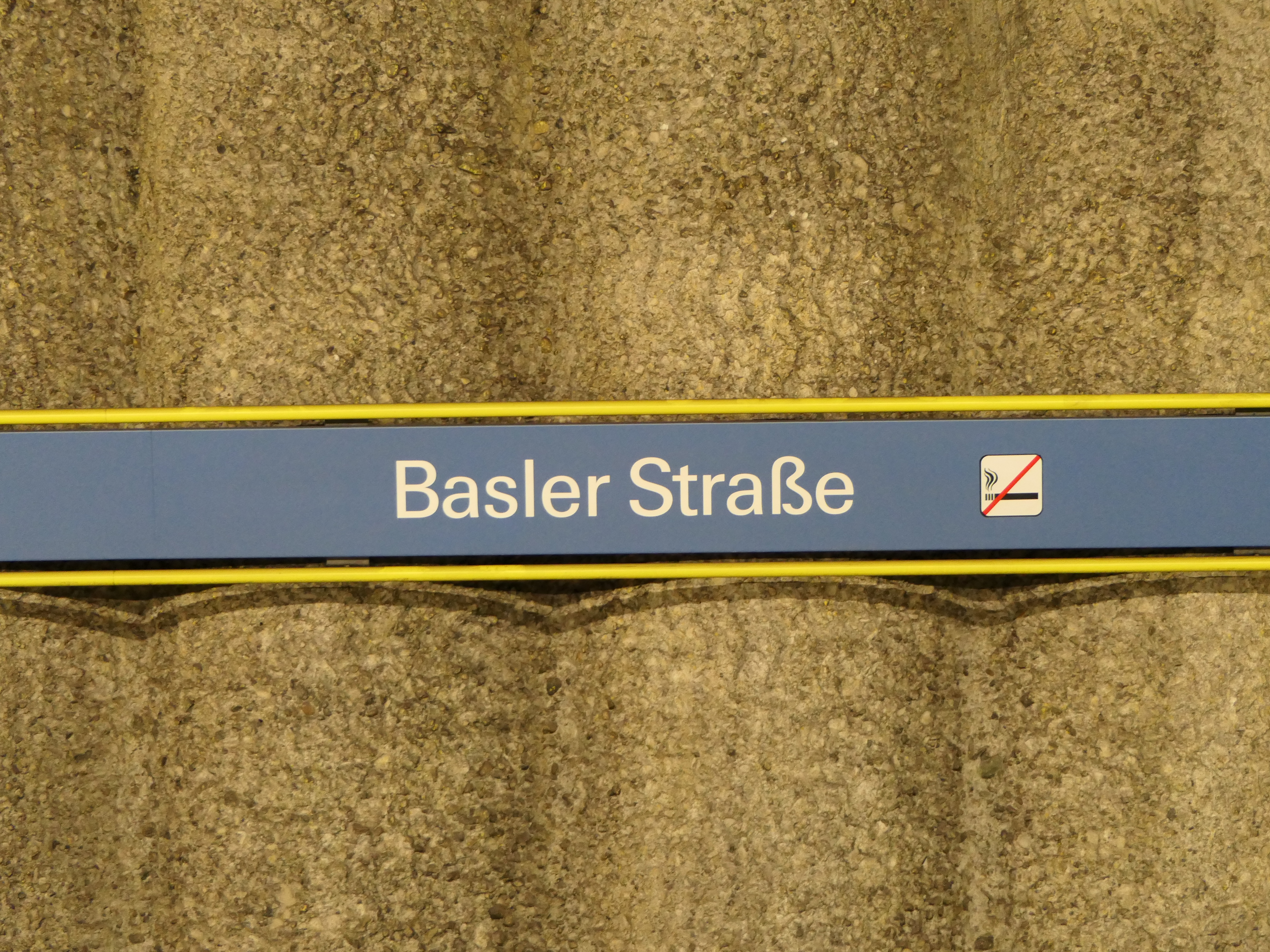
Stationsname an den Hintergleiswänden
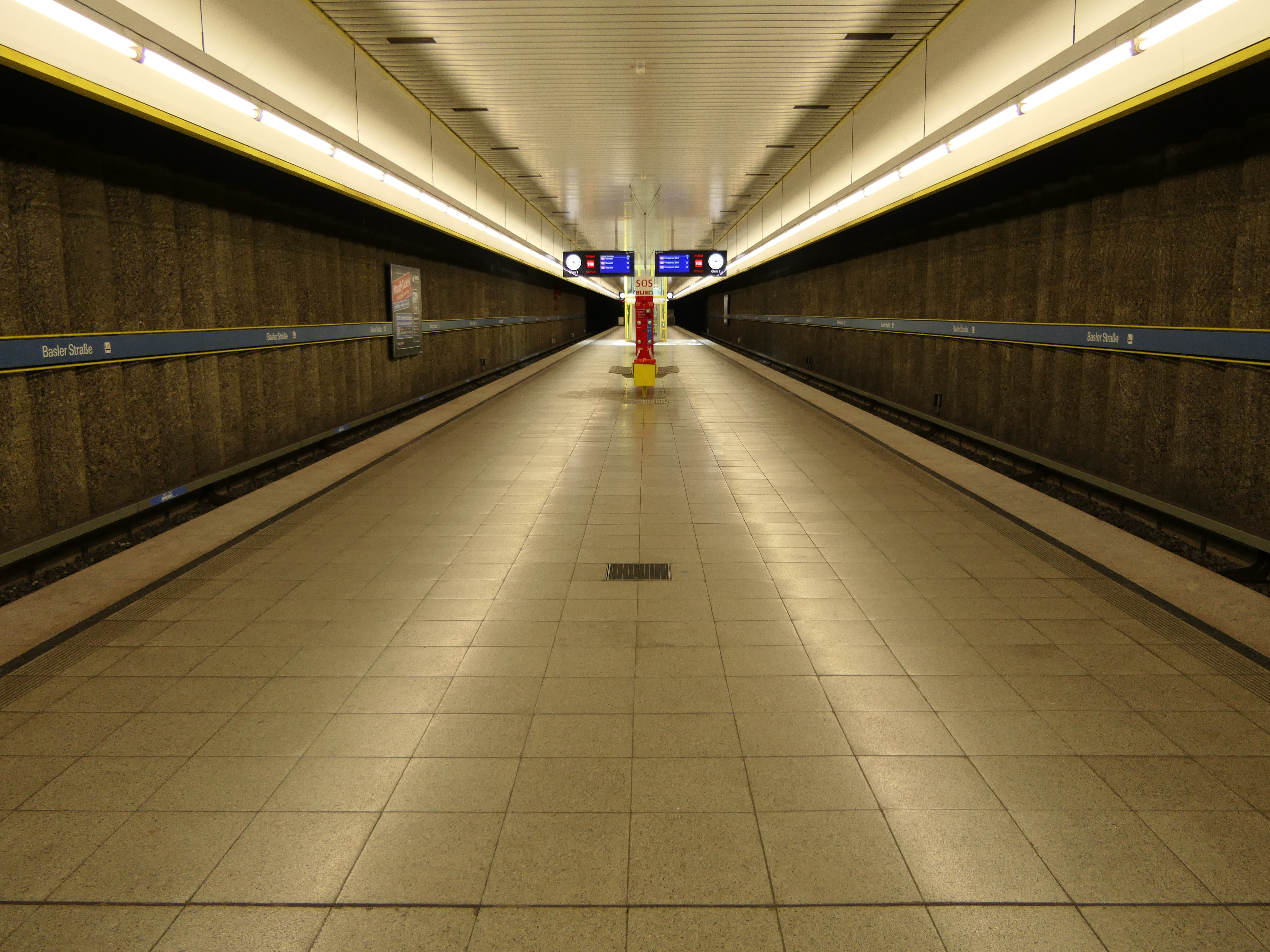
Bahnsteigebene 2018
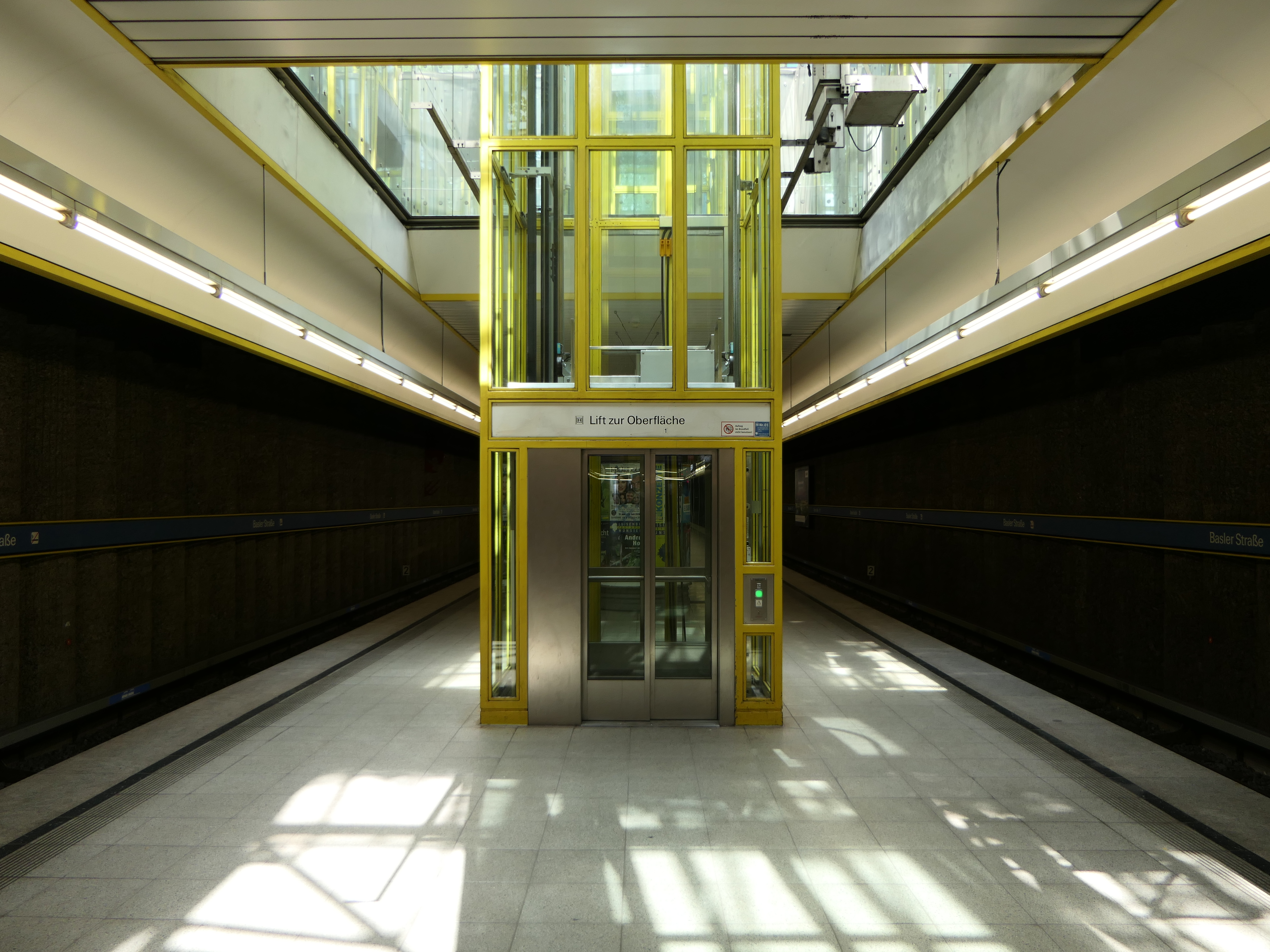
Aufzug mit verspiegeltem Schacht auf der Bahnsteigebene
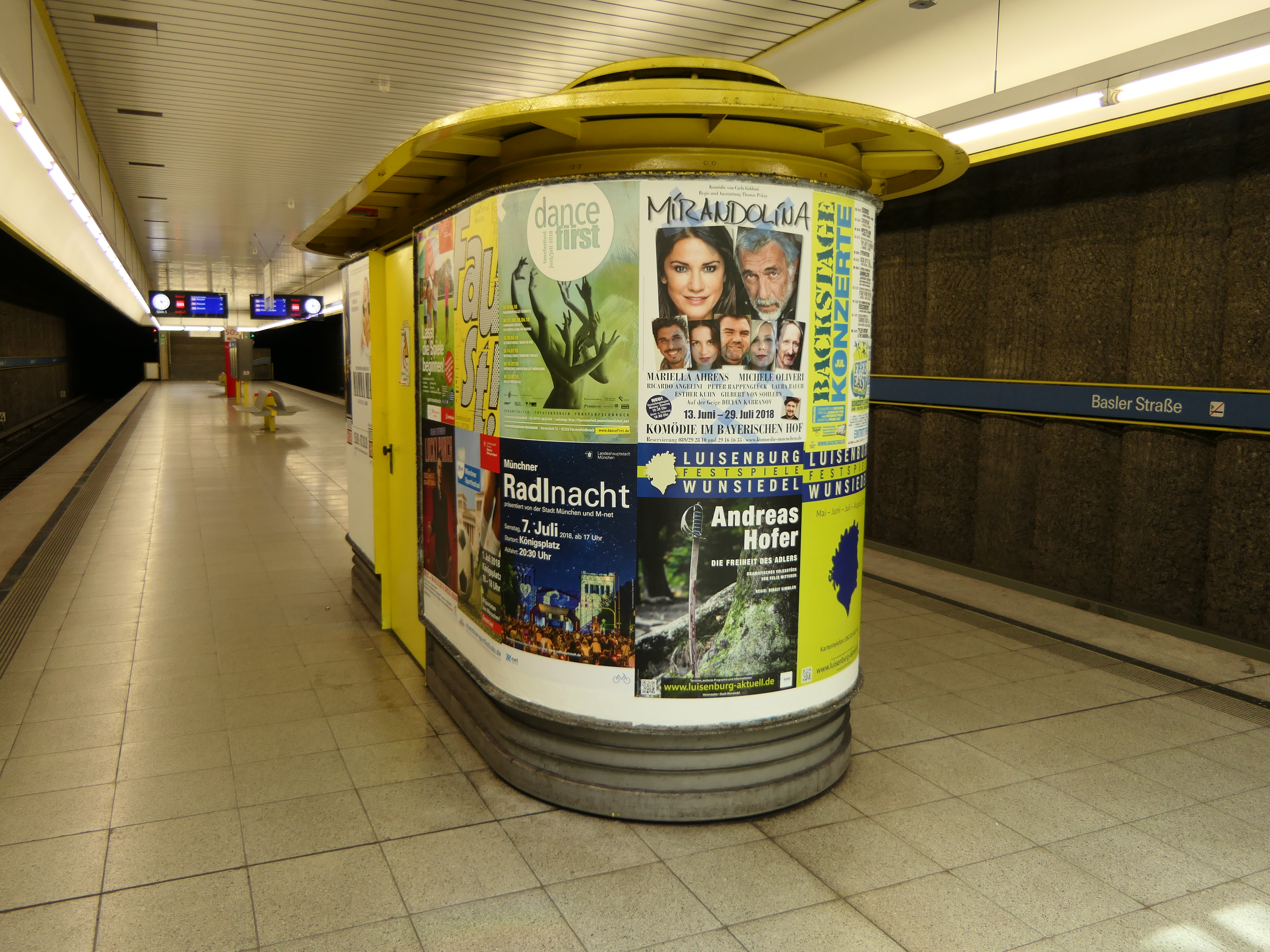
Litfaßsäule mit Antrieb für den Aufzug
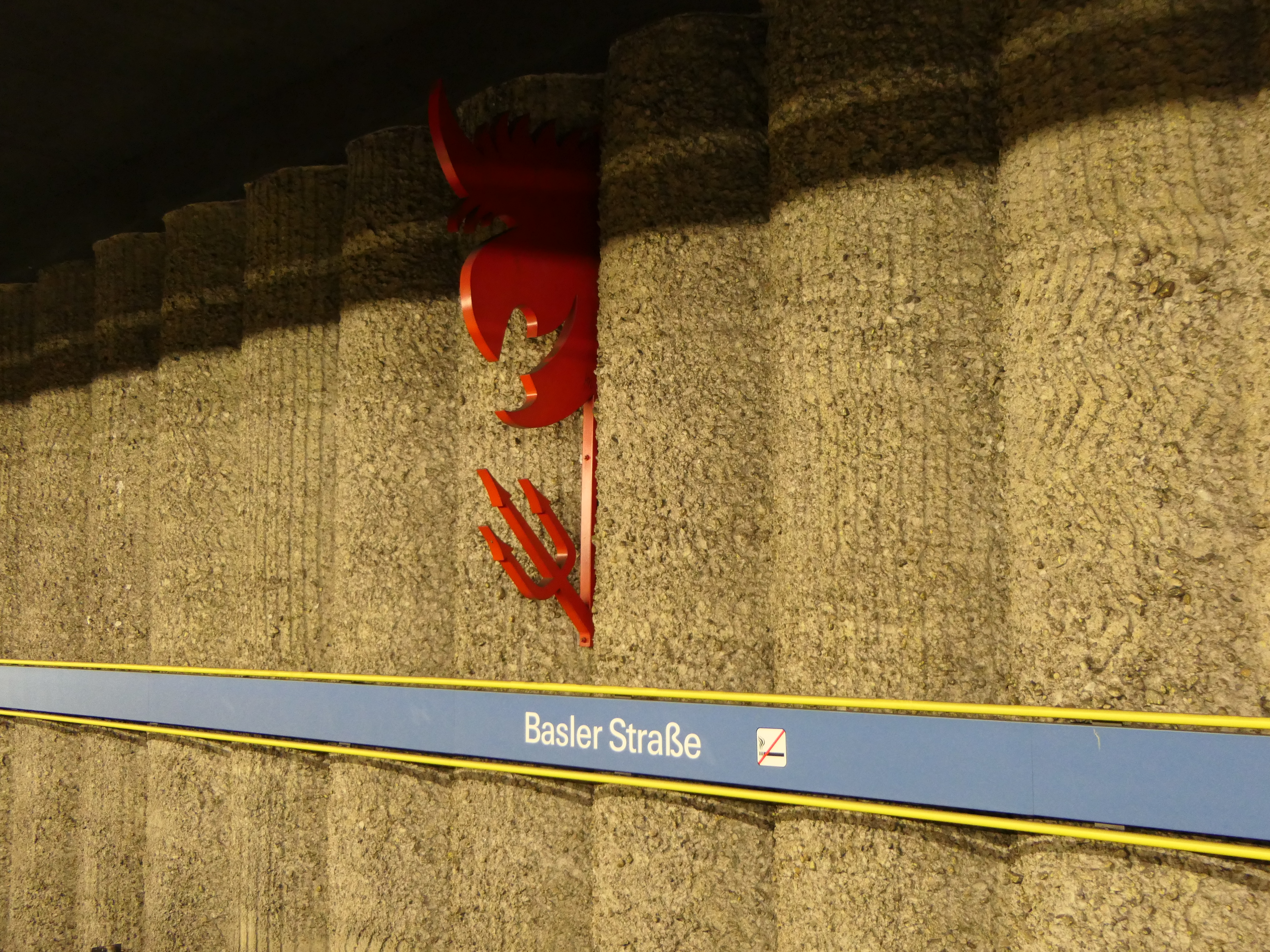
Teufel, der aus der Wand lugt
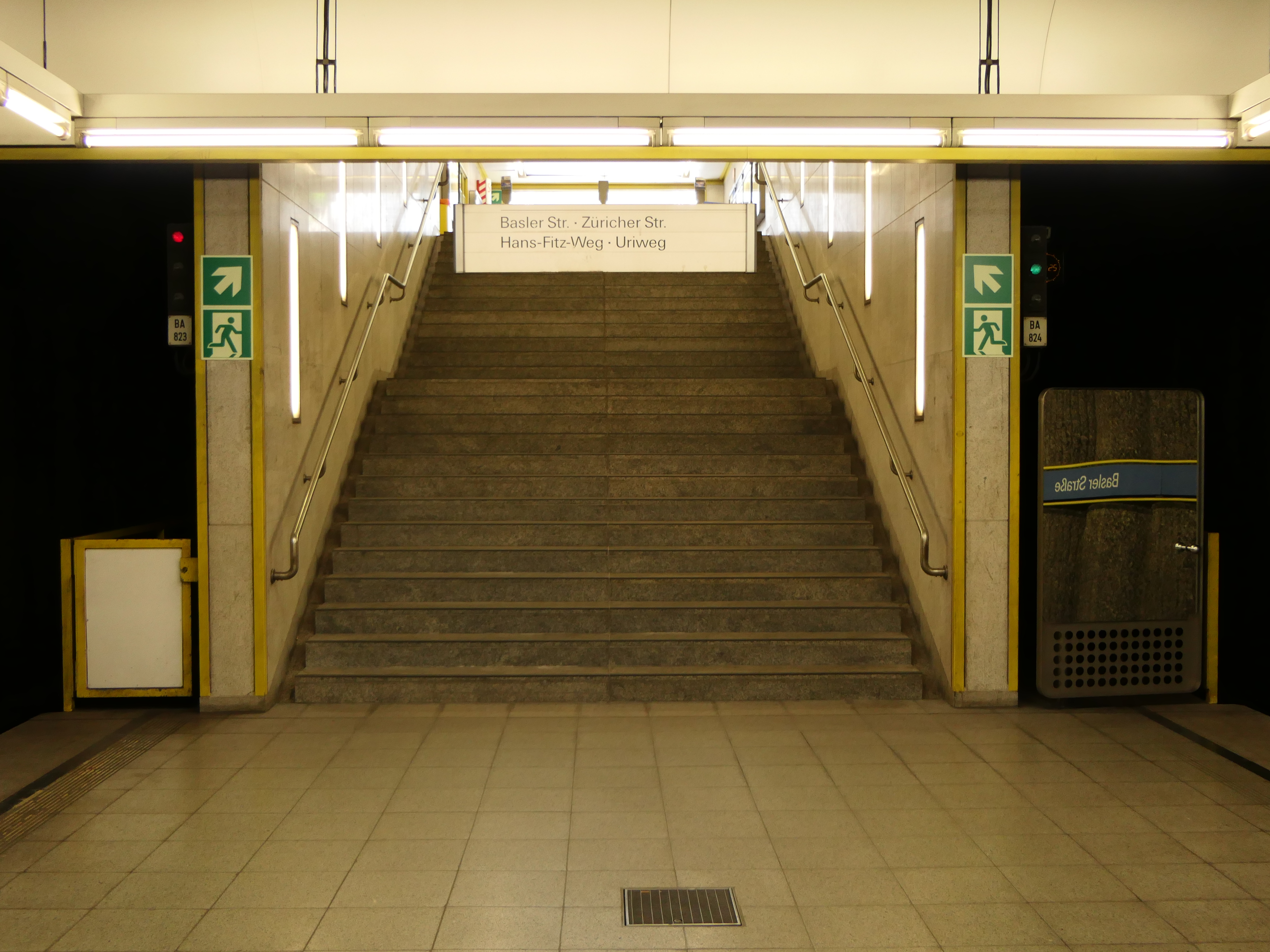
Aufgang von der Bahnsteigebene zur Verteilerebene
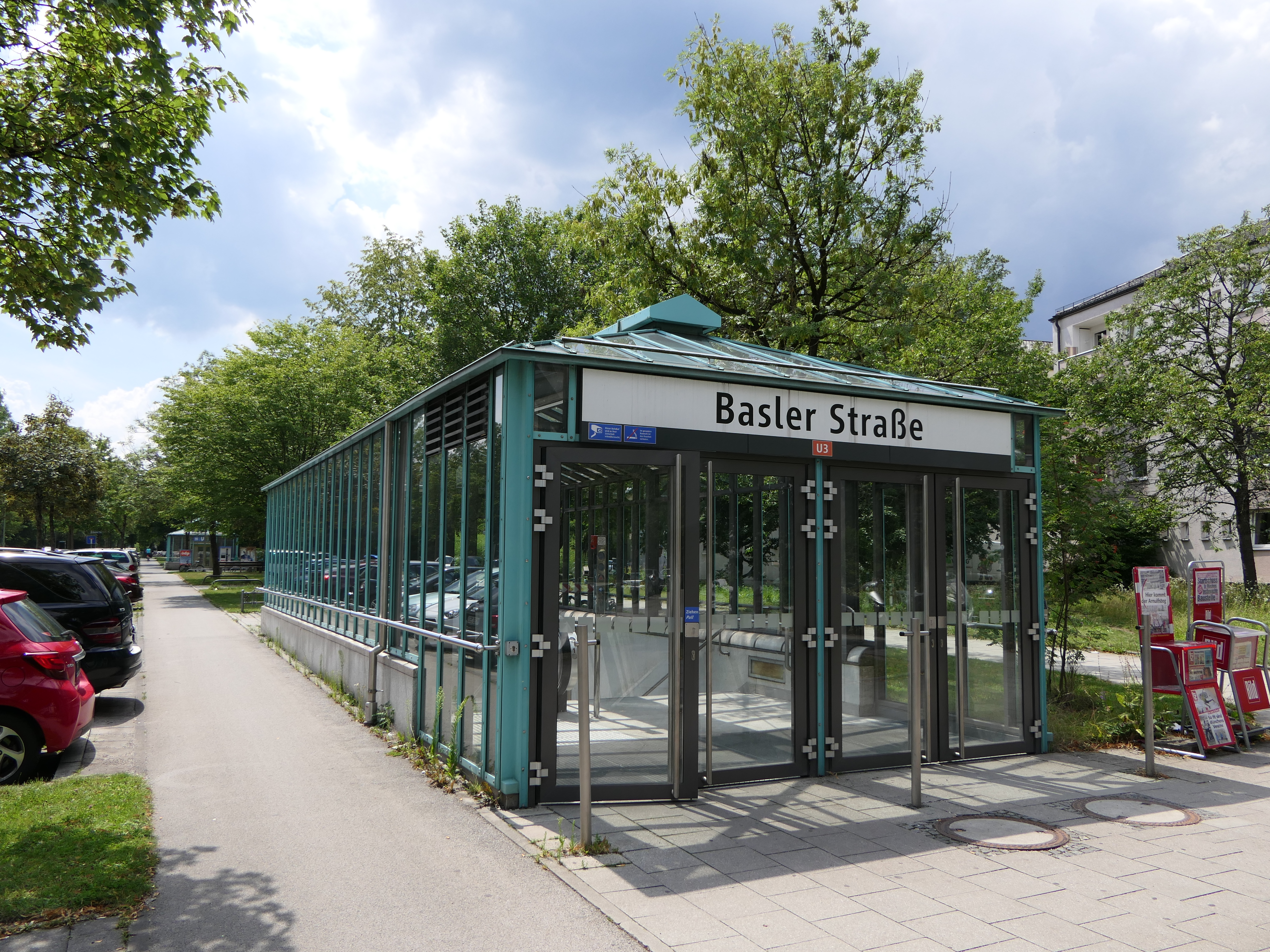
Zugang an der Oberfläche

| Linie | Linienverlauf |
| ----- | --- |
| U3    | Moosach – (797 m) – Moosacher St.-Martins-Platz – (880 m) – Olympia-Einkaufszentrum – (1416 m) – Oberwiesenfeld – (1061 m) – Olympiazentrum – (944 m) – Petuelring – (832 m) – Scheidplatz – (793 m) – Bonner Platz – (1042 m) – Münchner Freiheit – (579 m) – Giselastraße – (744 m) – Universität – (788 m) – Odeonsplatz – (640 m) – Marienplatz – (884 m) – Sendlinger Tor – (843 m) – Goetheplatz – (677 m) – Poccistraße – (624 m) – Implerstraße – (849 m) – Brudermühlstraße – (1149 m) – Thalkirchen – (1129 m) – Obersendling – (785 m) – Aidenbachstraße – (782 m) – Machtlfinger Straße – (1195 m) – Forstenrieder Allee – (808 m) – Basler Straße – (936 m) – Fürstenried West |